# Tony Ayres
Tony Ayres (* 16. Juli 1961 in Macau, China) ist ein australischer Drehbuchautor und Filmregisseur.

## Leben
Ayres wurde in Macau, China, geboren. Seine alleinerziehende chinesische Mutter, eine Nachtclubsängerin, zog nach seiner Geburt nach Perth, Westaustralien und starb 1972 durch Selbstmord als Ayres 11 Jahre alt war. Drei Jahre später starb sein Stiefvater an einem Herzinfarkt. Ayres und seine Schwester wurden daraufhin von ihrem damaligen Geschichtslehrer erzogen. Später zog er nach Canberra. Der Film The Home Song Stories basiert auf den Kindheitserlebnissen von Ayres.
Ayres studierte Fotografie und Journalismus an der Australian National University in Canberra und danach Film und Video an der Swinburne University of Technology in Melbourne, Victoria. Nach dem Studium war er als Drehbuchautor und Filmregisseur in Australien tätig.

## Filmografie (Auswahl)
Drehbuchautor
- 1992: Double Trouble
- 1996: Naked Story of Men (Episode: Ghost Story)
- 1997: Mrs. Craddock’s Complaint
- 1998: The Violent Earth
- 2007: The Home Song Stories
- 2021: Clickbait (Miniserie, Schöpfer, Drehbuch von 5 Episoden)
- 2025: The Survivors (Miniserie, Schöpfer, Produzent)

Filmregisseur
- 1992: Double Trouble
- 1997: China Dolls
- 1997: Exposed
- 1997: Mrs. Craddock’s Complaint
- 1999: Sadness
- 2002: Walking on Water
- 2007: The Home Song Stories

## Auszeichnungen (Auswahl)
- 2002: Teddy Award, Bester Spielfilm: Walking on Water